# Duguetia cadaverica
Duguetia cadaverica är en kirimojaväxtart som beskrevs av Huber.
Duguetia cadaverica ingår i släktet Duguetia och familjen kirimojaväxter. Inga underarter finns listade i Catalogue of Life.